# Vénus et Cupidon (Titien)
Pour les articles homonymes, voir Vénus et Cupidon.
Vénus et Cupidon est une peinture à l'huile sur toile de 110,5 × 138,4 cm réalisée par le peintre vénitien Titien entre 1510 et 1515  et conservée à la Wallace Collection de Londres.

## Histoire
L'œuvre est connue depuis le XVIIIe siècle lorsqu'elle faisait partie des collections du duc d'Orléans. Elle passa ensuite entre différentes mains privées, en Angleterre : S. Clarke, Seigneur de Suffolk, Seigneur Northwick, Seigneur Hetford, et enfin Wallace.
Déjà mentionnée comme une œuvre de Giorgione dans les inventaires du duc d'Orléans, à partir du XIXe siècle la plupart des observateurs se réfèrent à Titien, ou tout au plus, à Palma le Vieux. Malgré la qualité remarquable de la peinture, il est en effet difficile de donner une attribution certaine.

## Description
Dans un paysage champêtre est figuré un épisode tiré des Idylles de Théocrite (XIX), ou des Odes d'Anacréon (XL), dans lequel l'Amour enfant (Cupidon) est piqué par une abeille dont il vole le miel. Allant trouver du réconfort auprès de sa mère Vénus, celle-ci lui reproche que son arc et ses flèches ont causé des blessures bien plus profondes sur d'autres.
C'est un thème qui rappelle les dangers de l'Amour, également représenté par les artistes de l'époque. 
Le type physique de la jeune fille est fréquent dans la production de Titien des années 1510, il s'agit peut être d'une modèle/maîtresse. Elle ressemble beaucoup, par exemple, à la Salomé de la galerie Doria-Pamphilj de Rome.